# Ogden (Illinois)
Ogden és una vila dels Estats Units a l'estat d'Illinois. Segons el cens del 2000 tenia 743 habitants.

## Demografia
Segons el cens del 2000, Ogden tenia 743 habitants, 275 habitatges, i 207 famílies. La densitat de població era de 503,3 habitants/km².
Dels 275 habitatges en un 41,8% hi vivien nens de menys de 18 anys, en un 60,7% hi vivien parelles casades, en un 10,2% dones solteres, i en un 24,4% no eren unitats familiars. En el 19,3% dels habitatges hi vivien persones soles el 9,8% de les quals corresponia a persones de 65 anys o més que vivien soles. El nombre mitjà de persones vivint en cada habitatge era de 2,7 i el nombre mitjà de persones que vivien en cada família era de 3,11.
Per edats la població es repartia de la següent manera: un 31% tenia menys de 18 anys, un 7,4% entre 18 i 24, un 30,8% entre 25 i 44, un 19,7% de 45 a 60 i un 11,2% 65 anys o més.
L'edat mediana era de 33 anys. Per cada 100 dones de 18 o més anys hi havia 94,3 homes.
La renda mediana per habitatge era de 45.083 $ i la renda mediana per família de 48.125 $. Els homes tenien una renda mediana de 36.250 $ mentre que les dones 24.327 $. La renda per capita de la població era de 19.679 $. Aproximadament el 2,5% de les famílies i el 3% de la població estaven per davall del llindar de pobresa.

## Poblacions properes
El següent diagrama mostra les poblacions més properes.